# 차마르틴
차마르틴(스페인어: Chamartín)은 스페인 마드리드의 행정구 중 하나이다.

## 지역

차마르틴

차마르틴은 6개의 다음과 같은 지구가 있다.
- 카스티야
- 시우다드하르딘
- 엘비소
- 히스파노아메리카
- 누에바에스파냐
- 프로스페리다드